# Vogesonympha ludovici
Vogesonympha ludovici — вид одноденок родини Vogesonymphidae, що існував у ранньому тріасі. Описаний у 2005 році з відбитка німфи, що знайдений у відкладеннях формації Гре-а-Волтція (фр. Grès à Voltzia) у муніципалітеті Адамсвіллер на сході Франції.

## Опис
Довжина тіла німфи сягала 16,4 мм. Німфа мала довгі щетинки, розташовані рядами на передніх лапах, подібно до деяких німф сучасних одноденок. Ці щетинки використовувала для фільтрування органічних решток з проточної води.